# Iwo Balabanow
Iwo Balabanow (bulgarisch Иво Балабанов, engl. Transkription Ivo Balabanov; * 21. Februar 1997 in Blagoewgrad) ist ein bulgarischer Mittel- und Langstreckenläufer, der auch im Hindernislauf an den Start geht.

## Sportliche Laufbahn
Erste internationale Erfahrungen sammelte Iwo Balabanow im Jahr 2013, als er beim Europäischen Olympischen Jugendfestival (EYOF) in Utrecht im 2000-Meter-Hindernislauf in 6:10,92 min den siebten Platz belegte. Im Jahr darauf nahm er über diese Distanz an den Olympischen Jugendspielen in Nanjing teil und gelangte dort in 5:49,64 min ebenfalls auf den siebten Platz. 2015 belegte er bei den Junioreneuropameisterschaften in Eskilstuna in 9:08,16 min den sechsten Platz und im Jahr darauf konnte er bei den U20-Weltmeisterschaften in Bydgoszcz seinen Vorlauf nicht beenden. 2017 schied er bei den U23-Europameisterschaften in Bydgoszcz mit 9:18,10 min in der Vorrunde aus und 2018 nahm er erstmals an den Europameisterschaften in Berlin teil, gelangte aber auch dort mit 8:51,52 min nicht bis in das Finale. 2019 startete er bei den Halleneuropameisterschaften in Glasgow im 3000-Meter-Lauf, konnte sich aber mit 8:20,31 min nicht für das Finale qualifizieren. Anschließend wurde er bei den U23-Europameisterschaften in Gävle in 8:47,20 min Vierter im Hindernislauf. 2021 wurde er bei den Balkan-Meisterschaften in Smederevo in 8:10,57 min Vierter über 3000 Meter. Zudem begann er im selben Jahr ein Studium an der California Baptist University in den Vereinigten Staaten. 2023 belegte er bei der 2. Liga der Team-Europameisterschaft im Rahmen der Europaspiele in Chorzów in 8:47,69 min den zweiten Platz im Hindernislauf und gelangte mit 13:56,99 min auf Rang fünf über 5000 Meter. Anschließend belegte er bei den Balkan-Meisterschaften in Kraljevo in 9:02,23 min den vierten Platz im Hindernislauf und im Oktober wurde er bei den Straßenlauf-Weltmeisterschaften in Riga nach 13:41 min 21. über 5 km. Im Dezember gelangte er bei den Crosslauf-Europameisterschaften in Brüssel mit 31:38 min auf den 41. Platz im Einzelrennen. Im Jahr darauf gewann er bei den Balkan-Hallenmeisterschaften in Istanbul in 8:10,61 min die Silbermedaille über 3000 Meter hinter dem Serben Elzan Bibić und anschließend wurde er bei den Crosslauf-Weltmeisterschaften in Belgrad nach 31:16 min 70. im Einzelrennen. Ende Mai kam er bei den Balkan-Meisterschaften in Izmir über 5000 Meter nicht ins Ziel und belegte im Hindernislauf in 8:58,81 min den vierten Platz.
2024 wurde er bei der 2. Liga der Team-Europameisterschaft in Maribor in 14:33,58 min 14. über 5000 Meter, ehe er bei den Balkan-Meisterschaften in Volos in 8:11,79 min und 14:15,83 min jeweils die Silbermedaille über 3000 und 5000 Meter gewann.
In den Jahren 2018 und 2019 sowie 2021 und 2023 wurde Balabanow bulgarischer Meister im 5000-Meter-Lauf sowie 2019 und 2021 auch über 1500 Meter. Zudem siegte er 2018 und 2023 im Hindernislauf. Des Weiteren wurde er 2019 Hallenmeister im 1500-Meter-Lauf und 2024 über 3000 Meter.

## Persönliche Bestleistungen
- 1500 Meter: 3:45,4 min, 15. Juni 2019 in Stara Sagora
  - 1500 Meter (Halle): 3:47,71 min, 16. Februar 2019 in Istanbul
- 3000 Meter: 8:09,11 min, 4. März 2023 in Riverside
  - 3000 Meter (Halle): 7:57,83 min, 11. Februar 2023 in Boston
- 5000 Meter: 13:46,54 min, 14. Juni 2025 in Wien
- Halbmarathon: 1:06:13 h, 14. Oktober 2018 in Sofia
- 3000 m Hindernis: 8:39,55 min, 13. Mai 2022 in Seattle